# Municipio de Medary
El municipio de Medary (en inglés: Medary Township) es un municipio ubicado en el condado de Brookings en el estado estadounidense de Dakota del Sur. En el año 2010 tenía una población de 1427 habitantes y una densidad poblacional de 15,97 personas por km².

## Geografía
El municipio de Medary se encuentra ubicado en las coordenadas 44°14′4″N 96°49′58″O / 44.23444, -96.83278. Según la Oficina del Censo de los Estados Unidos, el municipio tiene una superficie total de 89.36 km², de la cual 86,34 km² corresponden a tierra firme y (3,39 %) 3,03 km² es agua.

## Demografía
Según el censo de 2010, había 1427 personas residiendo en el municipio de Medary. La densidad de población era de 15,97 hab./km². De los 1427 habitantes, el municipio de Medary estaba compuesto por el 95,02 % blancos, el 0,28 % eran afroamericanos, el 1,12 % eran amerindios, el 1,19 % eran asiáticos, el 1,26 % eran de otras razas y el 1,12 % eran de una mezcla de razas. Del total de la población el 2,1 % eran hispanos o latinos de cualquier raza.